# Santinezia manauara
Santinezia manauara is een hooiwagen uit de familie Cranaidae.